# Liste de locutions latines commençant par A
Aller à l'index de locutions latines
AA.VV. (Abréviation de Auctores varii)« Auteurs divers ». Noter que dans leurs abréviations, les latins redoublaient l'initiale pour marquer le pluriel. Cette convention est encore parfois utilisée, par exemple dans les titres de civilité : M. et MM., S.A.R. et LL.AA.RR. Contrairement à une pratique courante mais fautive, cela ne s’applique pas à « page », qui est toujours abrégé p. ,,.
A bene placito« À votre bon cœur ; selon votre bon plaisir. »
A bove ante, ab asino retro, a stulto undique caveto« Prends garde au bœuf par devant, à l'âne par derrière, à l'imbécile par tous les côtés. »
A bove majore discit arare minor« Du vieux bœuf, le jeune bœuf apprend à labourer. »
A cælo usque ad centrum« Du ciel au centre (de la Terre). » Principe de droit selon lequel Cuius est solum eius est usque ad coelum et ad inferos : « Au propriétaire du sol revient tout ce qui est jusqu'au ciel et tout ce qui est jusqu'au centre de la Terre. » Ce principe est toujours appliqué aux États-Unis ; en France, s'il est posé par principe (article 552 du Code civil), il est sérieusement restreint par de nombreuses dispositions du code du Patrimoine et du code des Mines.
A cane non magno sæpe tenetur aper« Souvent le sanglier est arrêté par le petit chien. » Ovide, Remèdes à l'amour, 422.
A capite ad calcem« De la tête au talon ; de haut en bas. » En français, la locution correspondante est « De la tête aux pieds. » Voir A pedibus usque ad caput.
A contrario« À l'inverse. » D'une forme similaire, mais d'hypothèse et de conclusion inverses (pour un raisonnement). Traduit parfois improprement par « au contraire ».
A Deucalione« Depuis Deucalion ; au temps de Deucalion. » Depuis très longtemps ; dans un temps très ancien. Gaius Lucilius, Satires, 6, 284.
A divinis« Hors des choses divines. » Un prêtre (ou un évêque) suspendu a divinis ne peut exercer aucune fonction liée à son sacerdoce.
A falsis principiis proficisci« Qui résulte de principes faux. » Terme de droit romain. Voir Cicéron, De finibus, 4, 53.
A fluctibus opes« La richesse vient de la mer. » Devise de Sarzeau, commune française du Morbihan, en Bretagne.
A fortiori« À plus forte raison. » Introduit dans un raisonnement un argument plus fort que le précédent.
A latere« À côté ; auprès. » Cardinal a latere : cardinal plénipotentiaire envoyé extraordinaire du pape auprès d'un souverain, d'un État, d'une institution.
A majore ad minus« Du plus au moins. » Adage juridique : Celui qui peut le plus peut le moins ; celui qui peut cueillir dix poires peut en cueillir deux.
A mari usque ad mare« Depuis la mer jusqu'à la mer. » Devise du Canada ; traduction officielle : « D'un océan à l'autre ». Locution tirée du Livre des Psaumes, 72, 8.
A minima« Du plus petit. » Plus petite valeur que prend, que doit prendre ou que devrait prendre une grandeur. En droit, lorsque le ministère public trouve le châtiment trop peu sévère, il a le droit d'en appeler a minima, c'est-à-dire d'une peine trop légère.
A minori ad majus« Du moins au plus. » A plus forte raison. S'il est interdit de monter à deux sur un vélo, y monter à trois l'est d'autant plus.
A mundo condito« Depuis la création du monde. »
A parte« À part ; aparté. » Dans une pièce de théâtre, paroles que prononce un personnage à part des autres personnages, à l'intention du public. L’aparté est très utilisé dans le vaudeville.
A pedibus usque ad caput« Des pieds à la tête. » En français, la locution correspondante est « De la tête aux pieds ». Voir aussi A capite ad calcem.
A posse ad esse non valet consequentia« De la possibilité d'une chose on ne doit pas conclure à son existence. » Formule de rhétorique scolastique abrégée de la formule Ab esse ad posse valet, a posse ad esse non valet consequentia.
A posteriori« En partant des données de l'expérience. » Voir aussi Ex-post.
A priori« Au premier abord ; avant toute expérience. » Voir aussi Ex-ante.
A quia« À… parce que. » Lorsqu'un interlocuteur assène un argument auquel son contradicteur ne sait que répondre, celui-ci est réduit « a quia », c'est-à-dire à répéter « à… parce que… parce que… ». Formule d’époque scolastique.
A silentio« Par le silence. » Voir Argumentum a silentio.
A.E.I.O.U. (Abréviation de Austria Est Imperare Orbi Universo)« Il est donné à l'Autriche de commander au monde entier. » Devise des Habsbourg ; en allemand, la traduction Alles Erdreich Ist Oesterreich Untertan (« Tout, dans le Monde doit être soumis à l'Autriche ») permet de conserver l'abréviation formée de la succession des cinq voyelles de l'alphabet latin.
A.M.D.G. (Abréviation de Ad Maiorem Dei Gloriam)Pour la plus grande gloire de Dieu
Ab abrupto« Brusquement ; sans préambule. » Voir Ex abrupto, plus fréquemment utilisé.
Ab absurdoGenre de raisonnement rhétorique ou mathématique consistant à prouver la fausseté d'une hypothèse en montrant qu'elle conduit nécessairement à des conséquences contradictoires ou absurdes.
Ab æterno« Depuis l'éternité. » C'est-à-dire « depuis des temps immémoriaux » ; « depuis l'origine des temps ». Souvent utilisé en théologie pour qualifier ce qui a été créé hors du temps, comme l'Univers.
Ab agendo« Hors d'état ; obsolescent ; retraité. »
Ab ante« À l'avance ; précédemment. »
Ab antiquo« Des temps anciens. »
Ab amicis honesta petamus« À un ami, on ne doit demander que ce dont il est capable. » Ciceron, De Amicitia, 13, 44.
Ab epistulis« Des lettres ; depuis la correspondance. »
Ab esse ad posse valet, a posse ad esse non valet consequentia« De l'existence d'une chose on conclut à sa possibilité ; de la possibilité d'une chose, on ne peut conclure à son existence. » Formule scolastique. Voir : A posse ad esse non valet consequentia.
Ab extra« D'au-delà. » Terme de droit romain pour qualifier des motifs de droit extérieurs au cas jugé. Contraire : Ab intra.
Ab hincou Abhinc : « D'ici, de ce point de vue. »
Ab hoc et ab hac« De ci et de là. » C'est-à-dire “À tort et à travers.”
Ab igne ignem capere« Laisser prendre un feu à son feu. » Ciceron, Des devoirs, 1, 16, 52. Accorder normalement un service ; se comporter civilement. Voir ici le texte de Cicéron en contexte.
Ab imo pectore« Du fond du cœur. » Du plus profond du cœur, avec une entière franchise : Exprimer son indignation ab imo tempore. Formule fréquente chez Virgile. Exemple d'emploi : Fundique preces rex pectore ab imo : « Le roi tire ces prières du fond de son cœur. » Virgile, l’Énéide, 6, 55.
Ab inconvenienti« Fondé sur l'inaptitude. » Latin moderne. En droit anglo-saxon, désigne un argument qui montre que la ligne suivie par l'adversaire conduit à des contradictions ou à des inconvénients qui la disqualifient.
Ab incunabulis« Depuis le berceau ; depuis l'enfance. »
Ab initio« Depuis le début. »
Ab intestat« Sans testament. » L'héritier d'une personne morte ab intestat, sans testament, est appelé « l'héritier ab intestat ».
Ab irato« Par la colère ; dans un mouvement de colère. »
Ab Jove principium« Commençons par Jupiter. » Virgile, Les Bucoliques, 3, 60. Locution équivalente en français : « À tout seigneur tout honneur ».
Ab origine fidelis« Fidèle à ses origines. Ne pas oublier d'où l'on vient. » Voir aussi Semper fidelis.
Ab ovo« Depuis l'œuf. » C'est-à-dire : « Depuis l'origine. » Horace, Art poétique, 147. Allusion aux long enchaînement d'événements ayant conduit à la chute de Troie depuis l'œuf dont Hélène était issue, et plus précisément aux deux œufs jumeaux résultant de l'union de Léda et de Zeus métamorphosé en cygne, qui donnèrent naissance à Castor et Pollux et à Clytemnestre et Hélène, future cause du conflit. Même sens que « Remonter au Déluge ».
Ab ovo usque ad mala« De l'œuf aux pommes ; du début à la fin. » Les repas romains commençaient souvent par des œufs et finissaient par des fruits.
Ab uno disce omnes« Et qu'un seul vous apprenne à les connaître tous. » Virgile, l'Énéide, 2, 65. Énée, rappelant la perfidie du Grec Sinon qui permit l'entrée dans Troie du fameux cheval, prévient ses interlocuteurs contre la duplicité de tous les Grecs. Employé en mauvaise part lorsqu'il s'agit de juger un groupe, un peuple d'après les méfaits d'un seul individu.
Ab urbe condita« Depuis la fondation de la Ville », c'est-à-dire de Rome. S'abrège en AUC. Par convention fixée au 21 avril de l'an 753 av. J.-C. Une année AUC s'obtient en ajoutant 753 au millésime de l'ère commune pour les années de notre ère et 754 pour les années avant notre ère. Ainsi, l'an 1 de l'ère commune est l'an 754 AUC.
Aberatio ictus« Coup qui n'atteint pas le but visé. » Adage juridique. Si l'action est légitime mais qu'elle entraîne des dommages par inadvertance, la responsabilité de l'auteur est engagée.
Abistis, dulces caricæ« Vous êtes finies, douces figues. » Pétrone, Satyricon, 64. Comprendre : « Les beaux jours s'en sont allés ! »
Abrogata lege abrogante non reviviscit lex abrogata« Une loi qui a été abrogée ne renaît pas du seul fait de l’abrogation de la loi abrogative. » Adage juridique..
Absens hæres non erit« L'absent n'héritera pas. » En français, sous une forme plus faible : « Loin des yeux, loin du cœur ».
Absentem lædit, qui cum ebrio litigat« Celui qui se querelle avec un ivrogne frappe un absent. » Publius Syrus, Sentences.
Absit invidia (verbo)« Qu'il n'y ait pas d'impopularité contre ce mot. » C'est-à-dire : “Sans offenser personne”, ou plus exactement : “Que l'on soit impartial”. Tite-Live, Histoire romaine, 9, 19, 15. Voir ici le texte source.
Absit omen« Que cela ne soit pas une malédiction ; n'appelle pas le mal. » Emploi faible : « Que cela ne soit pas un outrage ; une injure. » Cette formule ne relève pas du latin classique ; elle est certainement plus récente, peut-être médiévale.
Absit reverentia vero« Ne craignons pas de dire la vérité. » Ovide, Les Héroïdes, 5, 12. Voir ici le contexte.
Absolutum dominium« Pouvoir, souveraineté absolu. »
Abstulit qui dedit« Est ôté ce qui est donné. » Équivalents français : « Donner, c'est donner », ou « Donner, c'est donner ; reprendre, c'est voler ».
Absque argento omnia vana« Sans argent, tout effort est vain. »
Abundans cautela non nocet« L'excès de prudence ne peut nuire. » Locution proverbiale. En français : « On n'est jamais trop prudent » ou « Prudence est mère de sûreté ».
Abusus non tollit usum« L'abus n'exclut pas l'usage. » Principe de droit romain signifiant que l'abus que l'on peut faire d'une chose ne doit pas conduire à en proscrire l'usage.
Abyssus abyssum invocat« L'abîme appelle l'abîme. » Psaumes, 42, 8. Signifie qu'un malheur entraîne un autre malheur, mais surtout qu'une faute entraîne une autre faute qui s'ensuit inéluctablement.
Accessorium sequitur principale« L'accessoire suit le régime juridique du principal. » Adage juridique.
Accipe quam primum, brevis est occasio lucri« Agis de suite, les chances de réussite durent peu. » En français : « Il faut battre le fer quand il est chaud ».
Acta fabula est
ou Acta est fabula « La pièce est jouée. » Dernières paroles d'Auguste. C'est ainsi que, dans le théâtre antique, on annonçait la fin de la représentation. « La farce est jouée » aurait dit aussi Rabelais sur son lit de mort.
Acta sanctorum« Actes des Saints. » ou, au singulier, Acta Sancti « Actes du Saint. » Titre fréquent de textes hagiographiques.
Actibus immensis urbs fulget massiliensis« La ville de Marseille brille par ses hauts faits. » Devise de la ville de Marseille.
Actio personalis moritur cum persona« Une action liée à la personne meurt avec elle. » Adage juridique.
Actore non probante, reus absolvitur« Si le demandeur n’apporte pas la preuve qui lui incombe, le défendeur doit être relaxé. » Adage juridique. Variante de Actori incumbit probatio.
Actori incumbit probatio« C'est au demandeur de prouver ses allégations. » Adage juridique. Variante de Actore non probante, reus absolvitur.
Actum est de republica« C'en est fait de la République. » On attribue parfois cette formule à Cicéron ; toutefois, cette attribution est douteuse (l'exploration systématique de l'essentiel du corpus cicéronien n'a donné aucun résultat exact ou approchant).
Actus dicatur bonus qui est conformis legi et rationi« Un acte est dit bon lorsqu'il est conforme à la loi et à la raison. » Adage juridique.
Ad arbitrium« À volonté, selon le bon plaisir. » Voir Ad libitum.
Ad astra« Jusqu'aux cieux. » Dans l’Énéide, 9, 641, Virgile fait dire à Apollon s'adressant au jeune Ascagne : Macte nova virtute, puer, sic itur ad astra ! : « Honneur à ton jeune courage, enfant, c'est ainsi qu'on atteint les cieux. » L'expression figure dans la devise de nombreuses universités anglo-saxonnes, signifiant que l'université mènera jusqu'aux cieux (jusqu'aux sommets) les étudiants qui feront preuve de courage. Voir aussi Sic itur ad astra, Per ardua ad astra et Per aspera ad astra.
Ad augusta per angusta« Vers de grandes choses par des voies étroites. ». La gloire ne s'acquiert pas facilement. Mot de passe des conjurés d’Hernani de Victor Hugo, acte IV. Devise adoptée par le spéléologue Norbert Casteret.
Ad gloriam« Pour la gloire. » Travailler « pour la gloire” c'est travailler gratuitement, pour l'estime que cela rapporte. Voir aussi Ad honores. La locution se trouve dans Cicéron (Lettres à Hirtius) et dans De Officiis « Des devoirs » II, 12, 43 : Quamquam praeclare Socrates hanc uiam ad gloriam proximam et quasi compendiariam dicebat esse, si quis id ageret, ut qualis haberi uellet, talis esset. « Socrate dit bien à la vérité que la voie la plus proche pour arriver à la réputation, celle qu'on peut qualifier de directe, consiste à faire en sorte d'être tel qu'on veut le paraître. » La locution se trouve aussi chez Tacite (Annales, XV, 6) : …et Paetus, cui satis ad gloriam erat, si proximus haberetur, despiciebat gesta… « …et Pétus, à qui l'honneur du second rang aurait dû suffire, rabaissait les exploits de ce chef… »
Ad hoc« À cet effet ; qui convient. » Argument ad hoc : argument forgé précisément (et, généralement, de mauvaise foi) pour contrer une objection. Commission ad hoc : constituée spécialement pour examiner un sujet précis.
Ad hominem« Contre la personne. » Argument ad hominem : dans une controverse, argumentation rhétorique consistant à s'en prendre à son contradicteur (à sa logique, à sa bonne foi, à son honnêteté, à son intelligence, etc.) Voir : Schoppenhauer, L'Art d'avoir toujours raison.
Ad honestatem
Par bienséance; se dit des règles qui ne sont assorties d'aucune sanction juridique mais que l'on observe par savoir-vivre ou courtoisie (visite du futur avocat au bâtonnier)
Ad honorem « Pour l'honneur. » Qualifie un diplôme, une médaille, un titre remis “pour l'honneur”, en récompense des services rendus, sans qu'il soit question d'argent. S'emploie en parlant d'un titre purement honorifique, sans rétribution.
Ad honores« Pour les honneurs ; gracieusement. » Un président d'association exerce généralement ses fonctions ad honores. Voir aussi Ad gloriam.
Ad impossibilia nemo tenetur« À l'impossible nul n'est tenu. »
Ad infinitum« À l'infini ; indéfiniment. » Utilisé pour dire « continuer toujours, indéfiniment » et pour décrire, entre autres, un processus indéfini, un processus répété indéfiniment, un jeu d'instructions de programme à répéter à l'infini. Voir aussi et cœtera.
Ad interim« Pour l'instant. » Locution française courante : « par intérim ».
Ad kalendas græcas« Aux calendes grecques. » Les calendes sont propres au calendrier romain ; il n'y a pas de calendes grecques ; renvoyer aux calendes grecques, c'est donc renvoyer à une date inexistante comme la Saint Glinglin.
Ad libitum« Au choix ; à volonté. » Abrégé en : ad lib. Utilisé (en abrégé) dans les partitions musicales pour dire que l'interprète peut reprendre le motif ou la note et poursuivre à volonté.
Ad litem« En vue du procès. » Provision ad litem : somme prise en avance de ses droits dans la liquidation d'une communauté. Pouvoir ad litem : mandat spécial qui permet à une personne, nommément désignée, de représenter ou d'assister une partie, également nommément désignée en justice (un mandat ad litem est nécessairement ad hoc). Tuteur ad litem : personne nommée par une cour de justice pour représenter les intérêts d'un mineur ou d'un incapable majeur et de veiller sur lui.
Ad litteram« À la lettre. » Indique que des propos, des écrits, sont rapportés exactement. En droit, qualifie un mode interprétation consistant a s’en tenir au libelle même du texte, sans se préoccuper d’en pénétrer l’esprit.
Ad lucem« Pour la lumière. » Devise de l'Université de Lisbonne.
Ad maiorem Dei gloriam(écrit aussi Ad majorem Dei gloriam) : « Pour la plus grande gloire de Dieu. » (Souvent abrégée en A.M.D.G.). Devise de la Compagnie de Jésus.
Ad multos annos !« Pour de nombreuses années ! » Vœu prononcé lors d'une fête d'anniversaire.
Ad nauseam« Jusqu'à la nausée. » Voir, entre autres exemples d'emploi : Argumentum ad nauseam.
Ad nutum« Sur un signe de tête. » Dans l'Antiquité, les empereurs, les rois ou les dépositaires de l'autorité disposaient du pouvoir absolu, par exemple de faire exécuter un coupable, sur un simple signe de tête, c'est-à-dire de façon immédiate, irrévocable et sans discussion. Dans l'usage juridique moderne, cette locution désigne certaines situation décrites dans l'article Ad nutum.
Ad oculos« Selon les yeux. » Témoin ad oculos : témoin « oculaire ».
Ad patres« Auprès des ancêtres. » Envoyer ad patres signifie ironiquement « tuer ».
Ad pedem litteræ« Au pied de la lettre. » Exactement, littéralement, au premier degré.
Ad perpetuam rei gloriam« À la gloire éternelle de la chose. » Formule initiale des bulles papales qui énoncent la doctrine de l'Église sur un point de controverse qui lui a été soumis.
Ad referendum
« Sous condition d'en référer». Formule de chancellerie : accepter une proposition ad referendum.
Ad rem« À la chose ; telle qu'est la chose. » C'est-à-dire : nettement, catégoriquement, sans détour, sans ambages.
Ad undas« Aux vagues ; aux flots. » Virgile, l'Énéide, 4, 253-256. S'emploie lorsque, à la suite d'un échec, tout est à jeter « aux flots ». (Expression très populaire en Norvège.) Voir ici le texte de Virgile.
Ad unguem« Sur l'ongle. » Horace, Art poétique, 294. Métaphore tirée de l'usage des ouvriers passant l'ongle sur le marbre pour s'assurer de son parfait poli. En français : “Parfaitement, au plus près”, ou mieux, familièrement : “« Au petit poil ».” Par suite savoir une chose sur le bout du doigt, parfaitement.
Ad usum Delphini« À l'usage du Dauphin. » Initialement : éditions des auteurs anciens à l'usage du Dauphin, fils de Louis XIV, soigneusement expurgés des passages qui ne respectaient pas la plus stricte chasteté. Se dit ironiquement de tous les ouvrages épurés et, par extension, de toutes les publications arrangées pour les besoins de la cause.
Ad valorem« Selon la valeur. » Dans l'ancien droit fiscal, les marchandises pouvaient être imposées selon leur nature, indépendamment de leur valeur ; on parlait de “droit spécifique” ; par exemple, les ferrailles étaient imposées tant la tonne, quelle que soit leur valeur marchande. On parle de taxe ad valorem si ces ferrailles sont imposées à tant % de leur valeur marchande. Les taxations modernes sont généralement ad valorem.
Ad victoriam !« Vers la victoire ! » Plus généralement traduit : « Pour la victoire ! » Cri de guerre des soldats romains.
Ad vitam æternam« Vers la vie éternelle ; vers l'éternité. » Formule extraite du Credo, prière chrétienne (voir ici). Le sens donné dans le langage courant (pour l'éternité) est une approximation du sens latin ; voir In vitam æternam.
Adæquatio intellectus et rei« Adéquation de l'esprit à la chose. » Une des définitions de la vérité : lorsque l'esprit a la même forme que la réalité alors il pense la vérité. On trouve aussi Adæquatio rei et intellectus.
Adæquatio intellectus nostri cum re« Correspondance de notre pensée avec les faits. » Formule épistémologique relative à la nature de la connaissance.
Adde parvum parvo magnus acervus erit« Ajoute peu à peu et tu auras beaucoup. » Ovide, Tristes, 1, 9, 5-6. Autrement dit : « Petit à petit, l'oiseau fait son nid » ou bien « Un sou, c'est un sou ».
Addendum
(pluriel addenda) : « Chose(s) à ajouter. »
Adeo in teneris consuescere multum est« Tant de nos premiers ans l'habitude a de force ! » Quintilien, Les institutions oratoires, 1, 3, 13. « L'éducation fondamentale est essentielle à la formation du caractère. » Voir ici le texte original de Quintillien.
Adhuc tua messis in herba est« La moisson ne fait encore que poindre. » Ovide, Les Héroïdes, 17, 263. « Ne te presse pas trop d'espérer ».
Adhuc sub judice lis est« Le procès est encore devant le juge. » Abréviation du vers Grammatici certant et adhuc sub judice lis est, Horace, Art poétique, 78. En droit, on emploie cette locution pour dire que la question n'est pas résolue, que l'accord n'est pas encore fait. Voir le contexte ici.
Adsum« Je suis ici. » Équivalent de « Présent ! » ou « Ici ! » . Contraire : Absum « Absent. »
Adversus periculum naturalis ratio permittit se defendere« Face au danger, la raison naturelle permet de se défendre. » Gaïus. Adage juridique.
Adversus solem ne loquitor« Ne parle pas contre le Soleil. » Ne défend pas une cause évidemment fausse.
Ægroto dum anima est, spes est« Tant que le malade a un souffle, il y a de l'espoir. » Érasme, Adages, 2, 4, 12.
Æquam memento servare mentem« N'oublie jamais de garder une âme toujours égale. » Horace, Odes, 2, 3, 1.
Æque principaliter«...d'égale importance » Formule utilisée en droit canonique lorsque deux diocèses sont réunis en un seul.
Aequo animo
D'une âme égale, avec constance. Le sage supporte aequo animo les coups de l'adversité.
Æquo pulsat pede« La mort frappe d'un pied indifférent. » Horace, Odes, 1, 4, 13. Abréviation du vers : Pallida Mors æquo pulsat pede pauperum tabernas regumque turris. : « La pâle Mort frappe d'un pied égal les tavernes des pauvres et les tours des rois. » Horace invite son ami Sestius à jouir de l'heure présente. Voir Carpe diem.
Ære perennius exegi monumentum« J'ai érigé un monument plus durable que l'airain. » Voir : Exegi monumentum ære perennius.
Æs triplex« Triple airain. » Horace, Odes, 1, 3, 9, pour qualifier le courage. Voir le texte ici.
Ætatis suæ« Dans l'âge de… » Figure sur les sépultures, sous les portraits pour indiquer l'âge à auquel la personne en décédée, figurée. Abrégé en ætat. ou æt. Exemple : ÆT. XXXVI « Âgé de 36 ans. »
Æternum vale« Adieu éternel. » Ovide, Métamorphoses, 10, 60. Mots d'Eurydice lorsqu'elle meurt une seconde fois à la sortie du Tartare après qu'Orphée a levé les yeux sur elle. Le texte exact est : supremumque 'vale', quod iam vix auribus ille acciperet, dixit revolutaque rursus eodem est. « Elle lui dit un suprême 'adieu' qu'il entendit à peine, et elle rentra dans les abîmes du trépas. »
Ævo rarissima nostro simplicitas« La simplicité, si rare de nos jours. » Ovide, L'Art d'aimer, 1, 241-242.
Affidavit« Il a juré. » Terme de droit médiéval. Personne qui a juré fidélité envers une autre personne, une institution, un règlement, etc. (Dérivé en français, souvent pris en mauvaise part : affidé).
Affirmanti incumbit probatio« La preuve incombe à celui qui allègue. » Adage juridique.
Age quod agis !« Fais ce que tu fais ! » C'est-à-dire : “Tiens toi à ce que tu fais.” On dit en français “On ne peut pas être à la foire et au moulin” ou “Quand on chasse deux lièvres à la fois, on risque de n'en prendre aucun.”
Agenda« Choses à faire. » Du verbe latin ago : « j'agis, je fais. »
Agere sequitur (esse)« L'action suit l'existence. » Principe métaphysique et moral qui indique les liens entre ontologie, responsabilité et éthique.
Agnosco veteris vestigia flammæ« Je reconnais la trace de mes premiers feux. » Virgile, l’Énéide, 4, 5, 23. Aveu par Didon de son amour pour Énée, où elle reconnaît la passion qu'elle avait éprouvée pour son premier époux Sachée. Vers repris par Racine : “De mes feux mal éteints j'ai reconnu la trace.” (Racine, Andromaque, Acte I, scène 1, Oreste.)
Agnus Dei« Agneau du Seigneur. » Bible, Évangile de Jean, 1, 36. Désignant Jésus, Jean le Baptiste proclame : Ecce Agnus Dei « Voici l'agneau de Dieu », pour signifier l'innocence et la victime du sacrifice.
Ait praetor : si non habebunt advocatum, ego dabo« Le préteur dit : à ceux qui n’auront pas d’avocat, j’en donnerai un. » Adage juridique.
Albo lapillo diem notare« Marquer un jour d'une pierre blanche. » Le blanc était chez les Romains marque de bonheur, le noir de malheur.
Alea jacta est« Le dé est jeté ! » On traduirait mieux en français : “les dés sont jetés”. La traduction souvent entendue “le sort en est jeté” peut être considérée comme sémantiquement incorrecte.
Signifie qu'un point de non-retour est atteint ; que quelque chose doit arriver qui ne dépend plus du protagoniste de l'action. Parole de Jules César franchissant le Rubicon, (Suétone, César, 32). (Les lois de la République proscrivaient qu'un général franchisse le Rubicon avec une troupe armée.) Selon Plutarque, César aurait en fait prononcé ces mots en grec : “Ἀνερρίφθω κύβος”.
Aliam vitam, alio mores« Autre vie, autres mœurs. » Plus souvent traduit par « Autres temps, autres mœurs ». Voir aussi : O tempora, o mores.
Alias« À un autre moment, ailleurs. » Synonyme moderne de « pseudonyme ». Plus précisément, aujourd'hui : nom utilisé en d'autres temps, ailleurs. Renvoie à un autre nom plutôt qu'à un alter ego, un « autre moi ».
Alibi« Ailleurs. » En langage juridique : preuve qu'une personne se trouvait ailleurs au moment des faits évoqués.
Aliis si licet, tibi non licet« Que d'autres aient un droit ne veut pas dire que tu l'aies. » Térence, L'Héautontimorouménos, 4, 15, 49.
Aliquid stat pro aliquo« Une chose tient lieu d'une autre. » Principe fondamental de la sémiotique.
Aliquis non debet esse judex in propria causa« Nul ne peut être juge dans sa propre cause. » Adage juridique.
Alis aquilæ« Sur les ailes de l'aigle. » Bible, Livre d'Isaïe, 40. Voir ici le texte original.
Aliud est celare, aliud tacere« Cacher est une chose, taire en est une autre. » Adage juridique.
Alius et idem« Autre chose et la même chose. » Une meilleure traduction relève du français familier : « Plus ça change, plus c'est la même chose ».
Alma mater« Mère nourricière. » Désigne couramment, dans les pays anglo-saxons, l'université dont on est issu.
Alma parens« Mère nourricière. » Voir Alma mater.
Alpha et oméga« Alpha et oméga. » “Du commencement à la Fin”, alpha est la première lettre de l'alphabet grec et oméga la dernière. Apocalypse de Jean, 22, 13 : “Je suis l'alpha et l'oméga, le premier et le dernier, le commencement et la fin. »
Alta alatis patent« Le ciel est ouvert à ceux qui ont des ailes. » [réf. nécessaire].
Alter ego« Un autre moi-même. »
Alterius non sit, qui potest esse sui« Qu'il se garde d'appartenir à un autre, celui qui peut être lui-même. » Devise de Philippus Theophrastus Aureolus Bombastus von Hohenheim, dit Paracelse. La formule, improprement attribuée à Cicéron serait due d'abord à Ésope dans la fable Les grenouilles qui demandent un roi.
Alterum non lædere« Ne pas blesser autrui. » L'un des trois principes de droit de Justinien Ier.
Alumnus« Pupille. » Aux États-Unis : Ancien élève d'une institution d'enseignement, d'un collège, d'une université.
AlumniPluriel de Alumnus.
Ama nesciri« Aimez être inconnu et ne compter pour rien. » Imitation de Jésus-Christ, 2, 3.
Amant alterna camenæ« Les Muses aiment les chants de deux voix qui s'alternent. » Virgile, Les Bucoliques, 3, 59. Pour défendre une thèse, il est plus agréable d'entendre plusieurs interlocuteurs qui alternent le ton, le style, les thèses et les arguments.
Amare et sapere vix deo conceditur« Aimer et demeurer sage, même un dieu le pourrait à peine. » Publius Syrus, Sentences.
Ambitiosa recidet ornamenta« Il retranchera les ornements pompeux. » Horace, Art poétique, 447. Selon Horace, le bon critique doit conseiller à son ami de supprimer de son œuvre les parties faibles, dures ou affectées et de “retrancher les ornements pompeux”.
Amici, diem perdidi« Amis, j'ai perdu ma journée. » Suétone, Vie de Titus, 8, 1. Formule de Titus, selon Suétone, pour qualifier une journée où il n'avait pas fait le bien.
Amicus certus in re incerta cernitur« C'est dans le malheur qu'on reconnaît ses amis. » Phrase du poète latin Ennius, rapportée par Cicéron dans De l'amitié, 64, 8. C'est la traduction latine d'une maxime de Ménandre[réf. nécessaire] : “Κρίνει φίλους ὁ καιρός.” « C'est aux circonstances de la vie qu'on connaît ses amis. »
Amicus humani generis« Ami du genre humain ; philanthrope. »
Amicus optima vitæ possessio« Un ami est le plus grand trésor de la vie. » Devise de l'empereur Albert de Habsbourg.
Amicus Plato, sed magis amica veritas« J'aime Platon, mais j'aime mieux la vérité. » Locution latine traduite du grec « Φίλος μεν Πλάτων, φιλτέρα δε ἀλήθεια » Aristote, Éthique à Nicomaque, 1, 4. Il ne suffit pas qu'une opinion soit celle d'un maître, encore faut-il qu'elle soit conforme à la vérité.
Amor et melle et felle fecundissimus est« L'amour est fécond en miel et en venin. »
Amor fati« Aime ta destinée. » Devise proclamée de Nietzsche entre autres dans Le Gai Savoir et dans Ecce Homo : Selon Nietzsche, tout ce qui advient à chacun, en bien ou en mal, est une étape de son propre accomplissement.
Amor mundum fecit« L'amour a fait le monde. »
Amor omnibus idem« L'amour est le même pour tous. » Phrase complète : Omne adeo genus in terris hominumque ferarumque et genus æquoreum, pecudes pictæque uolucres, in furias ignemque ruunt: amor omnibus idem. , « Oui, toute la race sur terre et des hommes et des bêtes, ainsi que la race marine, les troupeaux, les oiseaux peints de mille couleurs, se ruent à ces furies et à ce feu: l'amour est le même pour tous. » Virgile, Géorgiques, 3, 244.
Amor patitur moras« L'amour est patient. » Imitation peu sensée de Odit verus amor nec patitur moras.
Amor patriæ nostra lex« L'amour de la patrie est notre loi. » Devise des hussards ailés polonais, inscrite au fronton de la bibliothèque Krasiński à Varsovie.
Amor tussisque non celatur« L'amour et la toux ne se peuvent celer. »
Amor vincit omnia« L'amour est toujours vainqueur. » Généralement cité sous cette forme ; l'original est Omnia vincit amor, Virgile, Bucoliques, 10, 69. Voir aussi Labor omnia vincit improbus.
Amore, more, ore, re« L'amour, les mœurs, les paroles, les actes. » Formule abrégée de Verus amicus amore more ore re cognoscitur : « Le véritable ami se reconnaît à son amour, ses manières, ses paroles, ses actes. ». La formule est très fréquemment attribuée à Virgile, mais sans aucune référence précise. En fait, l'exploration systématique des textes virgiliens ne permet pas de découvrir cette locution ; de nombreux arguments (Voir ici) conduisent à conclure que l'auteur n'en est certainement pas un classique latin et qu'elle est selon toute vraisemblance très postérieure, probablement médiévale. Exit, donc, la référence à Virgile.
An nescis, mi fili, quantilla prudentia mundus regatur« Tu ne sais pas, mon fils, avec combien peu de sagesse le monde est gouverné. » Axel Oxenstierna, lettre de 1648 à son fils. Parfois attribué aussi au Cardinal de Richelieu.
Anguis in herba« Le serpent est sous l'herbe. » Sous le charme et la beauté se cachent les déceptions et les chagrins. Sens voisin de “Méfiez-vous des apparences.”
Anima sana in corpore sano« Une âme saine dans un corps sain. » Voir Mens sana in corpore sano.
Animo deliberato« Délibérément. »
Animus imperat corpori« L'esprit commande au corps. » La phrase complète est Cur igitur Deus homini, animus imperat corpori, ratio libidini ceterisque uitiosis animi partibus ? : « Pourquoi donc Dieu commande-t-il à l'homme, l'âme au corps, la raison aux passions et à toutes les parties mauvaises de notre nature ? », Saint Augustin, La Cité de Dieu, 29, 24.
Animus meminisse horret« À ce souvenir, mon âme frémit d'horreur. » Virgile, l’Énéide, 2, 12. Cri que lance Énée alors qu'il commence le récit de la chute de Troie. Imité d'Homère : dans l’Odyssée, Ulysse commence par un cri semblable le récit de ses voyages.
Annibal ad portas« Hannibal est à nos portes. » Cri des Romains après la bataille de Cannes. Formule employée par Tite-Live, Florus, Juvénal, Valère-Maxime dans les moments de grand péril.
Anno Domini« Année du Seigneur ». Plus exactement Anno Domini Nostri Iesu Christi : « Année de notre Seigneur Jésus-Christ ». Abrégé AD par les anglo-saxons. Années décomptées depuis la date supposée de la naissance du Christ, en l'an 754 de la fondation de Rome. Cette origine des années étant utilisée dans les cultures non chrétiennes, on utilise aussi le terme d'ère commune, abrégée EC ou CE (Common Era en anglais).
Annus horribilis« Année horrible. » Formule utilisée par la reine Élisabeth II pour décrire ce qu'elle avait vécu en 1992.
Annus mirabilis« Année merveilleuse. » Utilisé en référence à l'année 1665-1666 pendant laquelle Isaac Newton fit de nombreuses découvertes ; la locution fait également référence au poème de John Dryden, écrit à la même période.
Ante cibum« Avant la nourriture. » Locution médicale indiquant qu'un médicament doit être pris avant de manger (quel que soit le repas). Voir Ante prandium.
Ante litteram« Avant la lettre. » Locution employée pour dire qu'on utilise, pour décrire une situation passée, un mot ou une expression anachronique.
Ante dominoou plus exactement Ante domino nostro Iesu Christo « Avant notre seigneur Jésus Christ. » Spécifie les années avant l'ère commune. Abrégé av. J.-C. en français, BC (« Before Christ ») par les anglo-saxons, AEC (« avant l'ère commune ») dans les écrits attachés à la neutralité de point de vue.
Ante meridiem« Avant midi. » Les heures de minuit à midi. Dans les pays anglo-saxons qui utilisent la notation horaire sur douze heures on distingue les heures avant midi (de 0h00 à 12h00) par l'abréviation AM - « ante meridiem » des heures après midi (de 12h00 à 24h00) par l'abréviation PM - Post meridiem.
Ante mortem« Avant la mort. » Voir Post mortem.
Ante prandium« Avant le déjeuner. » Avant le premier repas qui rompt le jeûne de la nuit. Indication médicale spécifiant qu'un médicament doit être pris avant le premier repas qui rompt le jeûne. Voir Ante cibum ; voir aussi Post prandium.
Aperietur vobis« On vous ouvrira. » Bible, Évangile de Matthieu, 7, 7-8. “Demandez et on vous donnera ; cherchez et vous trouverez ; frappez et l'on vous ouvrira.”
Aperto libro« À livre ouvert. ». Au Moyen Âge, une personne capable de lire aperto libro un écrit d'un auteur ancien était non seulement capable de le déchiffrer mais aussi d'en comprendre les sens historique, philosophique et le sens caché. Un lecteur aperto libro est donc un lecteur d'une grande culture. « Racine lisait le grec aperto libro. »
Aperit et nemo claudit« Elle ouvre et personne ne ferme. » Devise de la ville de Saint-Nazaire. Cette devise tient à la situation de Saint-Nazaire qui ouvre le chenal conduisant au port de Nantes.
Apparatus criticus« Outils de la critique ; appareil critique. » Ensemble des outils philologiques : notes ; commentaires ; notices historiques, biographiques, sociales ; lexiques ; cartes ; index, etc. qui accompagnent un texte dans le but de sa complète compréhension.
Aqua et igne interdictus« Interdit d'eau et de feu. » Formule de droit romain signifiant le bannissement.
Aqua fortis« Eau forte. » Acide nitrique.
Aqua regia« Eau régale. » Nom donné par les alchimistes à un mélange d'acide chlorhydrique et d'acide nitrique.
Aqua vitæ« Eau-de-vie. »
Aquila non capit muscas« L'aigle n'attrape pas les mouches. » Érasme, Adages, 3, 2, 65. Signifie : « L'élite ne s'occupe pas des détails. ». Un homme supérieur ne doit pas s’occuper de petites questions. Pour le même sens, voir De minimis non curat prætor.
Arbiter elegantiarum« Arbitre des élégances ». Personne admise comme juge en matière de goût et de manières. Le titre fut attribué à Pétrone dans la Rome décadente.
Arcades ambo« Arcadiens tous deux. » Virgile, Les Bucoliques, 7, met en scène deux aulètes, ambo florentes selatibus, Arcades ambo, « tous deux jeunes, Arcadiens tous deux. » L'Arcadie est la patrie mythique de l'Âge d'or. Elle était aussi connue pour ses ânes. Cette formule est utilisée pour désigner deux sots ou un couple prêtant à la plaisanterie. Elle a aussi été reprise par G. de Nerval dans La Bohème galante pour évoquer son amitié de jeunesse avec Arsène Houssaye.
Argentoratum locutum iudicium finitum« Le tribunal de Strasbourg a dicté la sentence » Argentoratum est le nom latin d'origine celtique (arganto-, argent, même racine qu'en latin et rāti-, levée de terre, fortin) de l'actuelle ville de Strasbourg.
Arguendo« Pour en discuter. » Terme de rhétorique signifiant que l'on concède un point seulement pour en discuter : « Supposons, arguendo, que vous ayez raison. »
Argumentum a silentio« Argument du silence. » Raisonnement fallacieux qui consiste à accuser son interlocuteur de l'ignorance d'un sujet parce qu'il se tait là-dessus. On trouve aussi l'expression Argumentum ex silentio.
Argumentum ad antiquitatem« Argument de la tradition. ». Raisonnement qui soutient que les idées plus traditionnelles valent mieux que les nouveautés.
Argumentum ad captandum« Argument pour surprendre, tromper. » La formule complète est Argumentum ad captandum vulgus : « Argument pour duper la foule. » En rhétorique : Raison faussement évidente destinée à tromper les naïfs, le plus grand nombre. En français : “argument captieux”. D'usage courant chez les politiques.
Argumentum ad consequentiam« Argument par la conséquence. » En logique, consiste à démontrer que les prémisses, conduisant à des conséquences contradictoires ou évidemment erronées, sont par conséquent fausses ; c'est le raisonnement par l'absurde des mathématiciens. En rhétorique : discours fallacieux qui conclut à la vérité des prémisses selon que les conséquences sont ou non désirables. Cette sorte de discours s'adresse d'abord à la subjectivité des auditeurs.
Argumentum ad crumenam« Argument de la bourse ». La raison du plus riche, du plus populaire, du mieux doté…
Argumentum ad feminam« Argument à la femme. » Discours consistant à réfuter les arguments d'une femme à raison de son sexe. Exemples : “Chérie, tu es dans ta mauvaise période” ou “Ah ! voilà bien les femmes”. Néologisme latin forgé en 1963 à l'imitation de Ad hominem.
Argumentum ad hominem« Argument contre l'homme. » Voir Ad hominem.
Argumentum ad ignorantiam« Argument de l'ignorance. » Argument fallacieux consistant à conclure que les prémisses sont vraies puisqu'on n'a pas démontré la fausseté des conclusions (ou l'inverse). Ce type de raisonnement est logiquement erroné : de la fausseté (ou de l'indétermination) des conclusions, on ne peut rien dire des prémisses. Voir A posse ad esse non valet consequentia.
Argumentum ad judicium« Argument du sens commun. » Argument fallacieux où il est fait appel au sens commun et au jugement de la foule.
Argumentum ad lazarum« Argument de la pauvreté. » Consiste à poser qu'une raison est plus solide parce que celui qui la pose est pauvre, ou bien qu'il l'est moins parce que celui-ci est riche. D'après l'histoire du pauvre Lazare, Évangile de Luc 16, 19-31.
Argumentum ad logicam« Argument du sophisme. » Consiste à monter que le raisonnement de l'interlocuteur étant erroné, ses conclusions sont fausses. C'est un argument fallacieux, car un raisonnement erroné peut conduire à des conséquences vraies.
Argumentum ad metum« Argument de la peur. » Raisonnement fallacieux par lequel on tente d'obtenir l'approbation par l'évocation de menaces ou par la peur. D'un usage constant en politique. Voir aussi Argumentum in terrorem.
Argumentum ad misericordiam« Argument de la pitié. » Appel à la miséricorde, à la pitié des auditeurs.
Argumentum ad nauseam« Argument de la nausée. » Argumention qui ne cède pas, au point que les contradicteurs, lassés, finissent par abandonner le débat. En français : « Avoir raison par forfait. »
Argumentum ad novitatem« Argument de la nouveauté. » Raison selon laquelle les choses, les idées nouvelles sont supérieures aux anciennes.
Argumentum ad numerum« Argument du nombre. » Argument d'autorité. Voir Argumentum ad populum.
Argumentum ad odium« Argument de la hargne. » Argument sophistique consistant à rendre odieuse la thèse adverse en la reformulant et en la connotant de façon péjorative.
Argumentum ad personam« Argument contre la personne. » Voir Ad hominem.
Argumentum ad populum« Argument du peuple. » Argument d'autorité selon lequel une thèse serait vraie puisqu'une multitude la croit telle. Voir Argumentum ad numerum.
Argumentum ad temperantiam« Appel à la modération. » Argument fallacieux selon lequel la vérité se situerait à mi-chemin de deux thèses opposées. Voir : Virtus in media stat.
Argumentum ad verecundiam« Argument du respect. » Argument d'autorité.
Argumentum baculinum« Argument du bâton ». Dans Les Fourberies de Scapin de Molière. Latin macaronique et ironique. Voir Argumentum ad baculum.
Argumentum ex silentioVoir Argumentum a silentio.
Argumentum in terroremVoir Argumentum ad metum.
Argumentum e contrarioRaison par laquelle une proposition est vraie puisqu'aucune autre raison ne vient la contredire. Par exemple : « J'ai le droit de siffler mon air favori dans la rue », puisqu'aucune loi ou règlement ne m'interdit cela. L'argumentum e contrario est un des fondements des droits de tradition civiliste, selon lesquels tout ce qui n'est pas expressément interdit est autorisé.
Arma potentius æquum« L'équité l'emporte sur les armes. ». Ovide, Les Fastes, 3, 282. Voir ici le contexte.
Ars (est) celare artem« L'art consiste à dissimuler l'art. ». C'est-à-dire « l'art consiste à dissimuler l'artifice ». Formule médiévale attribuée fréquemment, et improprement, à Ovide et parfois à L'Art poétique d'Horace.
Ars gratia artis« L'art pour l'art. » La formule résume les principes de l'Esthétisme, mouvement intellectuel britannique et français, défini sur le plan théorique par Théophile Gautier dans la préface à Mademoiselle Maupin, 1835 ; développé dans les années 1880-1900 par des artistes tels que Joris-Karl Huysmans, Henrik Ibsen, Oscar Wilde ; selon lequel l'art est indépendant de toute considération morale, utilitaire, réaliste, sociale, didactique ou économique. La formule “Ars gratia artis” est inscrite dans le bandeau circulaire qui entoure le lion Leo du studio hollywoodien MGM.
Ars longa, vita brevis« L'art est long, la vie est courte. » Traduction du 1er aphorisme d'Hippocrate - en grec : Ὁ μὲν βίος βραχύς, ἡ δὲ τέχνη μακρά. Il faut comprendre : “L'apprentissage est long, la vie est brève.” Autrement dit : “il reste peu de temps pour réaliser ses talents.”
Ars similis casus« L'art ressemble au hasard. » Ovide, L’Art d’aimer, 3, 155.
Artem quævis alit terra« En tout lieu, le métier nourrit son homme. » Érasme, Adages 1, 7, 33.
Asinus ad lyram« Un âne à la lyre. » Érasme : Adages. Pour désigner un individu balourd ou maladroit.
Asinus asinorum in sæcula sæculorum« L'âne des ânes dans les siècles des siècles. » Formule peu flatteuse.
Asinus asinum fricat« L'âne frotte l'âne. » Se dit de deux personnes qui s'adressent mutuellement des éloges outrés, des compliments d’une exagération ridicule. Sens voisin de : “Qui se ressemble s'assemble.”
Asinus equum spectat« L'âne regarde le cheval. » C'est-à-dire : “L’âne envie le cheval.”
Asinus in tegulis« L'âne sur les toits. » Quelque chose d'extraordinaire, qu'on ne voit pas tous les jours.
At spes non fracta« Mais tout espoir n'est pas perdu. » Devise de la banque et compagnie d'assurance néerlandaise Hope & Co. fondée en 1720.
Atqui, ex lotio est« Eh oui ! ça vient de l'urine. » Réponse de Vespasien à son fils Titus qui se plaignait des taxes sur les urinoirs : Voir : Pecunia non olet « L'argent n'a pas d'odeur. ».
Audaces fortuna juvat« La chance sourit aux impudents. » Imité de Virgile, l’Énéide, 10, 284 : Audentes fortuna juvat « La chance sourit aux courageux. ». Formule dépréciative contrairement à l'usage qu'on en fait habituellement. Attention aux deux faux sens : audax signifie en français « impudent, insolent » et fortuna « chance, hasard ».
Audax Japeti genus« Le rejeton audacieux de Japhet. » Prométhée, ravisseur du feu des Dieux, est un Titan, fils cadet de Japet et de Thémis ou Clymène selon Hésiode et frère d'Atlas, Ménétios et Épiméthée. Horace, Odes, 1, 3, 27.
Audere est facere« Oser, c'est faire. » Devise du club de football anglais de Tottenham.
Audi, vide, tace, si vis vivere« Écoute, observe et tais-toi, si tu veux vivre. »
Audi alteram parteVoir Audiatur et altera pars.
Audiatur et altera pars« Qu'on entende l'autre partie également. » Se dit lors d'un procès ou d'une contestation. Voir aussi Audi alteram parte.
Aura popularis« Le vent (inconstant et variable) de la faveur populaire. » Métaphore utilisée de multiples fois chez les Latins.
Aurea mediocritas« Médiocrité d'or, aussi précieuse que l'or. » Formule abrégée des vers d’Horace, Odes, 2, 10, 5-9. Voir ici.
Auri sacra fames« Exécrable faim de l'or ! » Virgile, l’Énéide, 3, 57. Texte original : Quid non mortalia pectora cogis, auri sacra fames ? « À quels forfaits pousses-tu le cœur des hommes, soif sacrée de l'or ! »
Auribus teneo lupum« Je tiens le loup par les oreilles. » Térence, Phormion 506. Être dans le plus grand embarras, voire dans le plus grand danger. Cette expression latine n'a pas vraiment d'équivalent en français. En anglais, on dit « To have a tiger by the tail. » Une expression français proche est « Tenir le taureau par les cornes », mais celle-ci sous-entend qu'on maîtrise la situation, ce qui n'est pas le cas de l'expression latine.
Aut agere aut mori« Agir ou mourir. » Devise du clan écossais Barclay.
Aut amat aut odit mulier, nil est tertium« La femme aime ou hait, il n'y a pas d'alternative » Publius Syrus, Sentences.
Aut bibat aut abeat« Buvez ou retirez-vous. » Cicéron, Les Tusculanes, 5, 41. Voir ici la formule en contexte.
Aut Cæsar, aut nihil« Empereur ou rien. » Devise de César Borgia.
Aut dedere aut punire« Rendre ou punir. » Adage juridique. Règle de droit international stipulant que l’auteur de faits relevant d’une incrimination pénale soit jugé par le pays où il a trouvé refuge lorsqu’il n’est pas livré au pays qui demande son extradition.
Aut disce aut discede« Étudie ou retire-toi. » Formule scolastique, devise de nombreux collèges et universités anglo-saxons.
Aut dosce, aut disce, aut discede« Enseigne, étudie ou retire-toi. » Formule scolastique, variation sur la précédente.
Aut nunc, aut numquam
(écrit aussi Aut nunc, aut nunquam) : « Maintenant ou jamais ». Latin moderne. Devise lapidaire et populaire de nombreuses organisations, surtout anglo-saxonnes.
Aut omnia, aut nihil« Tout ou rien ». Latin moderne. Devise lapidaire et populaire de nombreuses organisations, surtout anglo-saxonnes.
Aut pati aut mori« Souffrir ou mourir ». La formule Domine, aut pati aut mori « Seigneur, il nous faut souffrir ou mourir » était, selon les témoignages, une expression de Thérèse d'Avila (1515-1582).
Aut viam inveniam aut faciam« Je trouverai le chemin ou je le percerai. » Formule attribuée à Hannibal lors de sa traversée des Alpes vers l'Italie romaine.
Aut vincere, aut mori« La victoire ou la mort ». Latin moderne. Devise bravache qui a encore plus d'allure lorsqu'elle est dite en latin.
Autobi passebant completi« Les autobus passaient complets. » Parodie en latin macaronique qui constitue l'un des chapitres des Exercices de style publiés par Raymond Queneau en 1947.
Avaro omnia desunt, inopi pauca, sapienti nihil« À l'avare, tout manque ; au pauvre, peu ; au sage, rien. »
Avarus nisi cum moritur, nil recte facit« La seule bonne action que puisse accomplir un avare, c'est mourir. »
Avaritia facit bardus« La cupidité rend stupide. » Proverbe latin traduit du grec.
Ave atque vale« Salut et bonne route. » Catulle, Carmina, 101. Paroles adressées à son frère mort.
Ave Cæsar, morituri te salutant« Salut César, ceux qui s'attendent à mourir te saluent. » (la traduction traditionnelle : « Salut César, ceux qui vont mourir te saluent. » est erronée.) Formule de salutation supposée, probablement à tort, des gladiateurs avant leur combat : l'empereur n'assistait pas à tous les combats de gladiateurs et la formule n'est citée par Suétone, Vie de Claude, 21, 13, que dans des circonstances particulières. Voir Morituri te salutant.
Ave Maria« Salut Marie. » Premiers mots de cette prière chrétienne. Un « ave Maria » désigne une pièce musicale composée sur cette prière.
Ave Verum (Corpus)« Salut Vrai (Corps). » Premiers mots d'une prière chrétienne célébrant le corps du Christ. Voir ici le texte latin et sa traduction en français. Un ave verum désigne une pièce musicale composée sur cette prière.
Aller à l'index de locutions latines

### Ab igne ignem capere
Ciceron, Des devoirs, 1, 16, 52. [Traduction : Charles Appuhn ; Cicéron, De la vieillesse, De l'amitié, Des devoirs ; Paris, Garnier, 1933.]
| Ex quo sunt illa communia : non prohibere aqua profluente, pati ab igne ignem capere, si qui uelit, consilium fidele deliberanti dare, quae sunt iis utilia, qui accipiunt, danti non molesta. | De là ces formules de bon sens : ne pas interdire de puiser à l'eau courante, laisser prendre du feu à son feu, conseiller de bonne foi celui qui délibère ; toutes manières de rendre service sans frais. |
Retour à la liste des locutions latines.

### Absit invidia (verbo)
Tite-Live, Histoire romaine, 10, 19, 15. [Traduction : MM. Corpet, Verger et E. Pesseaunaux ; Histoire romaine de Tite-Live, t. II ; Paris, Garnier, 1904.]
| Absit invidia verbo et civilia bella sileant : nunquam ab equite hoste, nunquam a pedite, nunquam aperta acie, nunquam aequis, utique nunquam nostris locis laboravimus | Que l'on soit impartial, sans parler des guerres civiles : on conviendra que jamais cavalerie ennemie, jamais infanterie, jamais bataille rangée, que les positions fussent ou non avantageuses, ne nous causa d'embarras. |
Retour à la liste des locutions latines

### Absit reverentia vero
Ovide, Les Héroïdes, 5, 12. [Traduction : Ovide, Œuvres complètes, avec la traduction en français, publiées sous la direction de M. Nisard, Maître de Conférence à l'École Normale ; Paris, J.-J. Dubochet et Cie, Éditeurs, Rue de Seine 33, 1838.]
| Nondum tantus eras, cum te contenta marito edita de magno flumine nympha fui, qui nunc Priamides (absit reverentia vero) servus eras. | Tu n'étais pas célèbre comme aujourd’hui lorsque je me contentai de toi pour époux, moi nymphe et fille d'un grand fleuve. Maintenant, fils de Priam (ne craignons pas de dire la vérité), tu étais alors esclave. |
Retour à la liste des locutions latines

### Ad undas
Virgile, l'Énéide, 4, 253-256, [Traduction : Université Catholique de Louvain.]
| Hic primum paribus nitens Cyllenius alis constitit ; hinc toto praeceps se corpore ad undas | C'est là que, déployant ses ailes, s'arrête d'abord Cyllénius ; puis, tête en avant, il plonge son corps entier vers les ondes, |
| misit, aui similis, quae circum litora,                                                     | tel l'oiseau qui vole le long des côtes et rase le sol                                                                          |
| circum piscosos scopulos humilis uolat aequora iuxta.                                       | autour des rochers poissonneux qui bordent de la mer.                                                                           |
Retour à la liste des locutions latines

### Ad vitam æternam
Extrait de la prière chrétienne du Confiteor :
| Misereatur nostri omnipotens Deus et dimissis peccatis nostris perducat nos ad vitam aeternam Amen | Que le Seigneur Tout Puissant et Miséricordieux Nous accorde le Pardon, l'Absolution Et nous conduise à la vie éternelle, Ainsi soit-il. |
Retour à la liste des locutions latines

### Adhuc sub judice lis est
Horace, L'Art poétique, 73-79. [Traduction : Fr. Richard ; Paris, Garnier, 1944.]
| Res gestae regumque ducumque et tristia bella quo scribi possent numero, monstrauit Homerus. | Quel vers peut chanter les exploits des rois et des chefs, la guerre et ses tristesses, c'est Homère qui l'a montré. |
| Versibus impariter iunctis querimonia primum,                                                | Le distique a exprimé d'abord la plainte funèbre,                                                                    |
| post etiam inclusa est uoti sententia compos.                                                | puis a été consacré à l'ex-voto.                                                                                     |
| Quis tamen exiguos elegos emiserit auctor,                                                   | Qui a, le premier, fait servir ce mètre modeste à l'élégie,                                                          |
| grammatici certant et adhuc sub iudice lis est.                                              | les grammairiens en discutent encore, et le procès est toujours pendant.                                             |
Retour à la liste des locutions latines

### Æs triplex
Horace, Odes, 1, 3, 9. [Traduction : Ch.-M. Leconte de Lisle (1818-1894) ; Horace, traduction nouvelle. Paris, A. Lemerre, 1911.]
| Illi robur et aes triplex Cirea pectus erat, qui fragilem truci Commisit pelago ratem Primus... | Un triple chêne, un triple airain couvrait le cœur de celui qui confia une barque fragile aux flots redoutables le premier… |
Retour à la liste des locutions latines

### Alis aquilæ
Bible, Vulgate, Livre d'Isaïe, 40. [Traduction : Louis Segond, 1910.]
| Deficient pueri et laborabunt et iuvenes in infirmitate cadent Qui autem sperant in Domino mutabunt fortitudinem adsument pinnas sicut aquilae current et non laborabunt ambulabunt et non deficient | Les adolescents se fatiguent et se lassent, Et les jeunes hommes chancellent ! Mais ceux qui se confient en l'Éternel renouvellent leurs forces. Ils prennent leur envol comme des aigles ; Ils courent et ne se lassent point, Ils marchent et ne se fatiguent point. |
Retour à la liste des locutions latines

### Amore, more, ore, re
Cette formule ingénieuse est souvent attribuée à Virgile. Toutefois plusieurs arguments laissent penser que cette attribution est erronée :
- l'exploration systématique de l'œuvre de Virgile ne permet pas d'en trouver trace ;
- la métrique n'en est pas régulière ;
- ce genre de formule amusante n'est pas virgilien, ni même dans l'esprit des classiques romains.

Il apparaît plus vraisemblable qu'elle soit d'origine médiévale.
Une intéressante discussion de cette formule peut être lue (en anglais) sur le site http://promagistris.blogspot.com (Consulté le 24 juillet 2010).
Retour à la liste des locutions latines

### Arma potentius æquum
Ovide, Les Fastes, 3, 277-289. [Traduction : M. Nisard ; Paris, 1857.]
| Principio nimium promptos ad bella Quirites molliri placuit iure deumque metu Inde datae leges, ne firmior omnia posset, coeptaque sunt pure tradita sacra coli. Exuitur feritas, armisque potentius aequum est, et cum ciue pudet conseruisse manus, atque aliquis, modo trux, uisa iam uertitur ara uinaque dat tepidis farraque salsa focis. | C'était le temps où il fallait enfin soumettre au frein de la justice et retenir par la crainte des dieux ces Romains toujours prêts à saisir les armes. Les lois sont proclamées et remplacent le droit du plus fort ; alors les divinités des ancêtres sont l'objet d'un culte solennel. La barbarie disparaît peu à peu ; l'équité succède à la violence ; le citoyen rougit de combattre contre un citoyen, et tel qui, furieux, allait assouvir sa colère, s'apaise soudain, à l'aspect de l'autel, et vient jeter sur la flamme le vin, le sel et le froment. |
Retour à la liste des locutions latines

### Aurea mediocritas
Horace, Odes, 2, 10, 5-9. [Traduction : Ch.-M. Leconte de Lisle (1818-1894). Horace, traduction nouvelle ; Paris, A. Lemerre, 1911.]
| Auream quisquis mediocritatem diligit, tutus caret obsoleti sordibus tecti, caret inuidenda sobrius aula. Saepius uentis agitatur ingens. | Celui qui aime la médiocrité dorée évitera pour son repos les misères d'un toit délabré, et, dans sa sobriété, le palais qu'on envie. Le pin élevé est plus souvent agité par les vents. |
Retour à la liste des locutions latines

### Aut bibat aut abeat
Cicéron, Les Tusculanes, 5, 41. [Traduction : M. Nisard ; Paris, Dubochet, 1841.]
| Mihi quidem in vita, servanda videtur illa lex, quae in Graecorum conuiviis optinetur: "Aut bibat" inquit "aut abeat". Et recte. Aut enim fruatur aliquis pariter cum aliis voluptate potandi aut, ne sobrius in violentiam vinolentorum incidat, ante discedat. Sic injurias fortunae, quas ferre nequeas, defugiendo relinquas | Du moins je voudrais qu'à cet égard on suivît la loi reçue par les Grecs dans leurs festins : "Que tout convive boive, ou se retire". Loi sagement établie ; car il est juste que tous participent aux plaisirs de la table ou que le sobre la quitte, de peur qu'il n'éprouve la violence des têtes échauffées par le vin ; et de même, si vous ne vous sentez point assez fort contre la fortune, dérobez-vous à ses atteintes en renonçant à vivre. |
Retour à la liste des locutions latines

### Ave Maria
Prière catholique.
| Ave Maria, gracia plena, Dominus tecum : benedicta tu in mulieribus, et benedictus fructus ventris tui, Jesus. Sancta Maria, Mater Dei, ora pro nobis peccatoribus, nunc et in hora mortis nostrae. Amen. | Je vous salue Marie, pleine de Grâce, le Seigneur est avec vous. Vous êtes bénie entre toutes les femmes et Jésus, le fruit de vos entrailles, est béni. Sainte Marie, mère de Dieu, priez pour nous, pauvres pécheurs, maintenant et à l'heure de notre mort. Amen. |
Retour à la liste des locutions latines